# Hans-Werner Müller (Mediziner)
Hans-Werner Müller (* 29. April 1916 in Saarbrücken; † 29. August 2007) war ein deutscher Gesundheitspolitiker sowie Neurologe und  Psychiater.

## Leben
Müller studierte Medizin, promovierte zum Dr. med. und absolvierte die Ausbildungen zum Facharzt für Neurologie und Psychiatrie, sowie Facharzt für öffentliches Gesundheitswesen. Später wurde er Professor und bekam einen zweiten Dr. med. h. c. verliehen.
Er begann seine Karriere 1945 als wissenschaftlicher Assistent, später als kommissarischer Leiter des Instituts für Gerichtliche Medizin und Kriminalistik an der Medizinischen Akademie Düsseldorf.
Später wurde er Oberregierungs- und Obermedizinalrat im Sozialministerium von Nordrhein-Westfalen.
Von 1953 bis 1971 war er Landesobermedizinaldirektor bzw. Landesrat aus Meerbusch und Gesundheitsdezernent beim Landschaftsverband Rheinland.
1971 wurde Müller zum Hauptgeschäftsführer der Deutschen Krankenhausgesellschaft und gleichzeitig zum Geschäftsführer der Krankenhausgesellschaft Nordrhein-Westfalen berufen.
Neben seiner Haupttätigkeit war Müller vielfach Amtsträger oder Experte in verschiedenen Gremien. Ab 1972 war er Mitglied des Bundesgesundheitsrates und der Großen Krebskommission des Bundesministeriums für Jugend, Familie und Gesundheit.
Er war Vorsitzender des Krankenhausbeirates beim Bundesministerium für Arbeit und Sozialordnung.

Von 1973 bis 1979 war er ebenfalls Mitglied im Council of Management der International Hospital Federation und von 1975 bis 1979 deren Vizepräsident.
Zwölf Jahre war Müller als Dozent an der Akademie für Staatsmedizin in Düsseldorf tätig und als Lehrbeauftragter an der Medizinischen Fakultät der Technischen Hochschule Aachen.
1984 wurde Müller offiziell pensioniert und war seitdem bis 1993 oder 1995 Präsident der Deutschen Zentrale für Volksgesundheitspflege in Frankfurt am Main und dort Vorsitzender des Fachausschusses Seelische Gesundheit.
Müller setzte sich „für die Humanisierung der Psychiatrie und die Berücksichtigung psychosozialer Aspekte ein“ und wurde 1992 für sein jahrzehntelanges Engagement im Gesundheitswesen mit dem Großen Verdienstkreuz mit Stern und Schulterband geehrt.

## Auszeichnungen
- zusätzlicher Dr. med. h. c.
- 1977: Bundesverdienstkreuz 1. Klasse
- 1984: Großes Verdienstkreuz mit Stern
- 1992: Großes Verdienstkreuz mit Stern und Schulterband